# هاسبرو
هَاسْبرُو (Hasbro) هي شركة أمريكية تأسَّسَت سنة 1923 مختصة في الألعاب والألعاب التي اخترعها الأخوان هنري وهيلال هاسنفلد، وكلمة "هاسبرو" بالإنجليزية هي اختزال للإخوة هاسنفلد (Hassenfeld Brothers).

## تاريخ الشركة

لعبة كونكت فور من أشهر منتجات هاسبرو

عند إنشائها كانت الشركة مختصة في الملحقات الدراسية وبدأت في الأربعينيات في تنويع نشاطها التجاري فقامت بالتسويق لملابس تنكرية للأطفال على شكل أطباء وممرضات وأطلقت في سنة 1952 شخصية السيد بطاطس. عرفت نجاحًا كبيرًا مع إطلاق دمية الجندي جو (G.I. Joe) وتسنى لها هذا النجاح دخول البورصة سنة 1971.
في سنة 1975 واصلت مع الدمى وأطلقت لعبة أكشن جو (Action joe) التي توقف إنتاجها سنة 1981 ومن ثم مع دمية أكشن مان وعدة دمى أخرى.
في سنة 1979 قدر رأس مالها بمائة مليون دولار. خلال الثمانينيات أطلقت إستراتيجيةً جديدة تحاول بواسطتها الوجود في جميع المجالات الناجحة في السوق. فاشترت عدة شركات مثل أتاري ولعبة سكرابل.
تقوم الشركة بتسويق ألعاب تحت ترخيص ديزني وبوكيمون وحرب النجوم والمتحولون.
من أشهر منتجاتها لعبة سكرابل وكلويدو وقوة 4.

## وصلات خارجية
- الموقع الرسمي
- الموقع الرسمي
- الموقع الرسمي